# سامويلي لونغو
صامويل لونغو (بالإيطالية: Samuele Longo) (12 يناير 1992 إيطاليا - ) هو لاعب كرة قدم إيطالي، يلعب كمهاجم.

## روابط خارجية
- سامويلي لونغو على موقع الاتحاد الأوربي (الإنجليزية)
- سامويلي لونغو على موقع قاعدة بيانات كرة القدم.إي يو (الإنجليزية)
- سامويلي لونغو على موقع Soccerbase.com (لاعب) (الإنجليزية)
- سامويلي لونغو على موقع Soccerway.com (الإنجليزية)
- سامويلي لونغو على موقع عالم كرة القدم.نت (الإنجليزية)
- سامويلي لونغو على موقع AS.com (الإسبانية)